# Ardmore (Oklahoma)
Pour les articles homonymes, voir Ardmore.
Ardmore est une ville de l'Oklahoma, siège du comté de Carter. Selon le recensement de 2006, la ville a une population s'élevant à 24 535 habitants, alors que son aire urbaine totalise 56 665 habitants.

## Histoire
Ardmore se situe en Territoire indien. C'est à Ardmore que s'établissent notamment les Amérindiens appartenant aux Cinq tribus civilisées, terme péjoratif pour qualifier les tribus indiennes se conformant le plus au style de vie européen (possession de plantations, habillement, vie citadine, possession d'esclaves noirs).
'Bill Dalton (frère des célèbres Dalton, groupe de hors-la-loi qui a sévi dans l'Ouest américain entre 1890 et 1892), est accusé d'une attaque de train, victime des rumeurs qui l'accusait alors qu'il se trouvait à plus de 150 km du lieu-dit, en bon fermier, à s'occuper de sa famille, du bétail et des champs. Il ne sera blanchi que bien plus tard. Il avait cependant formé avec Bill Doolin un gang, qui sera connu sous le nom du gang Doolin-Dalton. Il quittera ensuite ce gang pour former sa propre bande mais le 23 mai 1894, la bande de Bill Doolin mène un braquage à Longview au Texas. Le 8 juin 1894, le croyant mêlé à l'affaire, des aides-marshals traquent Bill Dalton à son domicile d'Ardmore dans l'Oklahoma et l'abattent alors qu'il tente de prendre la fuite.

## Économie
Le 11 juillet 2006, Nanjing Automobile Group, détenteur de Morris Garage, a annoncé que la production des coupés TF continuerait. Une nouvelle usine serait construite à Ardmore en Oklahoma pour produire la deuxième génération de la TF qui devrait représenter 60 % des ventes de TF dans le monde. Un nouveau centre de recherche serait aussi ouvert aux États-Unis sur le campus de l’Université de l’Oklahoma.
La ville abrite aussi une usine de fabrication de pneumatiques du groupe français Michelin.

## Transport
Ardmore a possédé un tramway à traction électrique, de janvier 1906 à 1922, selon la liste des tramways en Amérique du Nord et est doté d'une gare Amtrak (code Amtrak : ADM).
La ville possède également un aéroport, l'aéroport municipal d'Ardmore.

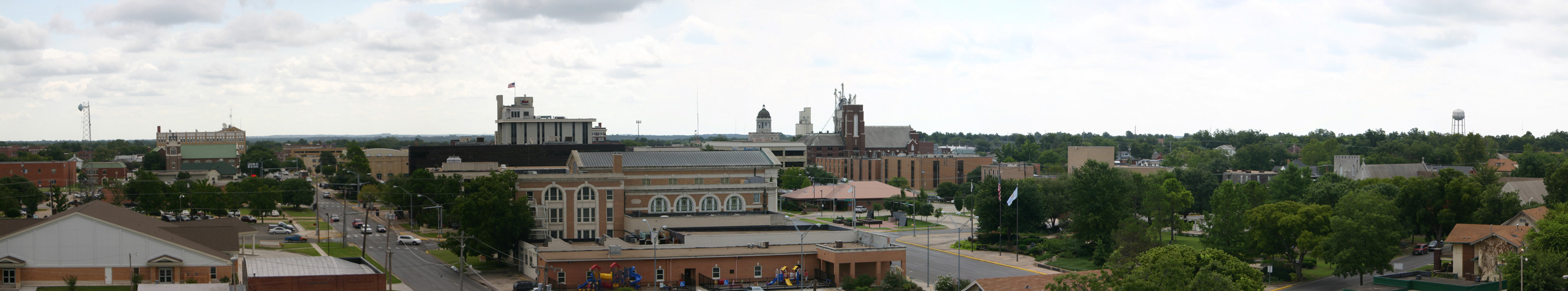
Panorama de la ville

## Personnalités nées à Ardmore
- Spencer Hays (14 juillet 1936 - 1er mars 2017), homme d'affaires, mécène et donateur d'une importante collection d'œuvres d'art au musée d'Orsay ;
- John Warnock Hinckley Jr. (né en 1955), qui tenta d'assassiner le président des États-Unis Ronald Reagan en 1981.

## Source
- (en) Cet article est partiellement ou en totalité issu de l’article de Wikipédia en anglais intitulé « Ardmore, Oklahoma » (voir la liste des auteurs).